# Щебзавод (зупинний пункт, Україна)
Щебзаво́д — пасажирська зупинна платформа Коростенського напрямку Коростенської дирекції залізничних перевезень Південно-Західної залізниці. Розташована у селище Гранітне.

## Географія
Платформа розміщується між станціями Пенізевичі (відстань — 1 км) та Малин (відстань — 5 км). Відстань від станції Київ-Пасажирський — 99 км.

## Історія
Лінія, на якій розташовано платформа, відкрита 1902 року як складова залізниці Київ — Ковель.
Платформа Щебзавод виникла 1965 року. Електрифіковано лінію, на якій розташована станція, 1978 року.
У березні 2019 року Коростенська дирекція залізничних перевезень регіональної філії «Південно-західної залізниці» АТ «Укрзалізниця» повідомила про скасування зупинки електропоїздів на зупинному пункті через постійні випадки вандалізму.